# Лишение права занимать определённые должности или заниматься определённой деятельностью
Лишение права занимать определённые должности или заниматься определённой деятельностью — вид уголовного наказания, заключающийся в ограничениях по службе или в запрете заниматься профессиональной или иной деятельностью.

## Лишение права занимать определённые должности или заниматься определённой деятельностью вроссийском праве

### История
По уголовному праву Российской империи лишение права занимать определённые должности и вытекающих из этого привилегий осуществлялось как часть более общего вида наказания: поражения в правах, носившего сословный характер. Законом предусматривалось «поражение служебных прав и преимуществ», из числа которых можно выделить:
- лишение права состоять на государственной, сословной, земской, городской или общественной службе;
- состоять на службе в армии и флоте;
- участвовать в выборах сословных собраний и быть избираемым в земских, городских или общественных собраниях;
- быть начальствующим, воспитателем или учителем в общественном или частном учебном заведении;
- выбирать промысловые свидетельства на торговые предприятия, то есть лишение права заниматься определёнными в законе видами торговли либо промыслов;
- быть третейским судьей, присяжным поверенным (адвокатом).

Подобные виды поражения в правах применялись как дополнительные наказания и исполнялись в течение определённого срока после отбытия основного наказания.
В Уголовном уложении 1903 года предусматривалось только лишение прав состояния. В Уголовном кодексе РСФСР 1922 года лишение права занимать определённые должности или заниматься определённой деятельностью рассматривалось как разновидность поражения отдельных прав осуждённого. Аналогичный вид наказания предусматривался Основными началами уголовного законодательства Союза ССР и союзных республик 1924 года, а также Основами уголовного законодательства Союза ССР и союзных республик 1958 года.

### Регламентация в уголовном законодательстве
По действующему Уголовному кодексу Российской Федерации 1996 года (статья 47) лишение права занимать определённые должности или заниматься определённой деятельностью состоит в запрещении занимать должности на государственной службе, в органах местного самоуправления либо заниматься определённой профессиональной или иной деятельностью. Суть данного наказания состоит в ограничении права осуждённого на свободный выбор вида деятельности, а также в лишении его прав, льгот и привилегий, связанных с занятием определённой должности либо с осуществлением определённого вида деятельности; последствием применения наказания также может стать уменьшение заработной платы, получаемой осуждённым.
Круг должностей, право на занятие которых может быть ограничено определяется в соответствии с Федеральным законом «О системе государственной службы в Российской Федерации» от 27.05.2003 и Федеральным законом «О муниципальной службе в Российской Федерации» от 02.03.2007. Не может быть наложен запрет на занятие должностей, не относящихся к государственной или муниципальной службе. Конкретный вид должностей, занятие которых запрещено, должен быть указан в приговоре. За одно и то же преступление осужденному не может быть назначено одновременно лишение права занимать определённые должности и заниматься определённой деятельностью.
Этот вид наказания может быть назначен как в качестве основного, так и в качестве дополнительного. В качестве основного данное наказание назначается в случаях, когда оно прямо предусмотрено в статье Особенной части УК РФ (например в ст. 1451 «Невыплата заработной платы, пенсий, стипендий, пособий и иных выплат», ст. 169 «Воспрепятствование законной предпринимательской деятельности», ст. 285 «Злоупотребление должностными полномочиями» и др.), либо в порядке замены наказания более мягким его видом.
В качестве дополнительного это наказание предусмотрено, например, в ч. 4 ст. 122 («Заражение другого лица ВИЧ-инфекцией вследствие ненадлежащего исполнения лицом своих профессиональных обязанностей»), ст. 135 («Развратные действия»), ч. 2 ст. 143 УК РФ («Нарушение правил охраны труда, повлекшее по неосторожности смерть человека»).
Лишение права занимать определённые должности или заниматься определённой деятельностью может назначаться в качестве дополнительного вида наказания и в случаях, когда оно не предусмотрено соответствующей статьей Особенной части Уголовного кодекса Российской Федерации 1996 года в качестве наказания за соответствующее преступление, если с учётом характера и степени общественной опасности совершённого преступления и личности виновного суд признает невозможным сохранение за ним права занимать определённые должности или заниматься определённой деятельностью. При этом осужденному как за одно преступление, так и по совокупности преступлений и приговоров указанное наказание не может быть назначено одновременно в качестве основного и дополнительного.
Данный вид наказания имеет своей задачей прежде всего предупреждение совершения новых преступлений лицами, чьи деяния были связаны со злоупотреблением должностным положением или с осуществлением определённого вида деятельности. Характерными примерами таких деяний являются взяточничество, транспортные преступления, незаконная охота и т.д. При этом следует учитывать, что запрет может касаться любой деятельности, регламентированной законодательством. Наиболее часто он касается таких видов профессиональной деятельности, как педагогическая или врачебная, и таких видов иной деятельности, как охотничий промысел или управление транспортным средством.
Срок наказания — от одного года до пяти лет в качестве основного вида наказания и от шести месяцев до трёх лет в качестве дополнительного вида наказания. В случаях, специально предусмотренных соответствующими статьями Особенной части настоящего Кодекса (это касается половых преступлений), лишение права занимать определённые должности или заниматься определённой деятельностью устанавливается на срок до двадцати лет в качестве дополнительного вида наказания.
Если это наказание назначается в качестве дополнительного к обязательным работам, исправительным работам, штрафу, а также к условному осуждению, оно начинает исполняться с момента вступления приговора в законную силу; если оно назначено как дополнительное к ограничению свободы, принудительным работам, аресту, содержанию в дисциплинарной воинской части, лишению свободы, то лишение права распространяется на всё время отбывания указанных основных видов наказаний, но при этом его срок исчисляется с момента их отбытия.

### Исполнение наказания
Порядок исполнения данного вида наказания закреплён в главе 6 Уголовно-исполнительного кодекса Российской Федерации 1996 года. Наказание в виде лишения права занимать определённые должности или заниматься определённой деятельностью к штрафу, обязательным работам или исправительным работам, а также при условном осуждении исполняют уголовно-исполнительные инспекции по месту жительства или работы осуждённого. Если же это наказание назначено к ограничению свободы, аресту, содержанию в дисциплинарной воинской части или лишению свободы, исполняют его учреждения и органы, исполняющие соответствующие виды наказаний, а после отбытия основного вида наказания — уголовно-исполнительные инспекции.
К основным полномочиям уголовно-исполнительных инспекций в области исполнения наказания в виде лишения права занимать определённые должности или заниматься определённой деятельностью относятся:
- ведение учёта осуждённых;
- контролирование соблюдения осуждёнными предусмотренного приговором суда запрета занимать определённые должности или заниматься определённой деятельностью;
- проверка исполнения требований приговора администрацией организаций, в которых работают осуждённые, а также органами, правомочными аннулировать разрешение на занятие определённой деятельностью, запрещённой осуждённым;
- организация проведения с осуждёнными воспитательной работы.

Администрация организации, в которой работает осуждённый, обязана:
- не позднее трёх дней после получения копии приговора суда и извещения уголовно-исполнительной инспекции освободить осуждённого от должности, которую он лишён права занимать, или запретить заниматься определённой деятельностью, направить в уголовно-исполнительную инспекцию сообщение об исполнении требований приговора;
- представлять по требованию уголовно-исполнительной инспекции документы, связанные с исполнением наказания;
- в случаях изменения или прекращения трудового договора с осуждённым в трёхдневный срок сообщить об этом в уголовно-исполнительную инспекцию;
- в случае увольнения из организации осуждённого, не отбывшего наказание, внести в его трудовую книжку запись о том, на каком основании, на какой срок и какую должность он лишён права занимать или какой деятельностью лишён права заниматься.

Органы, правомочные аннулировать разрешение на занятие соответствующей деятельностью (например, органы, выдающие разрешения (лицензии)), не позднее трёх дней после получения копии приговора суда и извещения уголовно-исполнительной инспекции обязаны аннулировать разрешение на занятие той деятельностью, которая запрещена осуждённому, изъять соответствующий документ, предоставляющий данному лицу право заниматься указанной деятельностью, и направить сообщение об этом в уголовно-исполнительную инспекцию.
Осуждённые к лишению права занимать определённые должности или заниматься определённой деятельностью обязаны:
- исполнять требования приговора;
- представлять по требованию уголовно-исполнительной инспекции документы, связанные с отбыванием указанного наказания;
- сообщать в уголовно-исполнительную инспекцию о месте работы, его изменении или об увольнении с работы, а также об изменении места жительства.

### Практика применения
Несмотря на то, что это наказание довольно часто встречается в уголовном законе (на 2005 год в 6,5 % статей Особенной части УК оно было предусмотрено как основное, в 16,5 % как дополнительное), оно довольно редко применяется на практике. В 1997 году к нему были осуждены 0,06 % осуждённых; в 1998 г. — 0,2 %; в 1999 г. — 0,04 %; в 2000 г. — 0,009 %; в 2001 г. — 0,01 %. Чаще всего оно назначалось за присвоение и растрату, а также за уклонение от уплаты налогов.

## В праве стран СНГ
Наказание в виде лишения права занимать определённые должности или заниматься определённой деятельностью присутствует также в уголовных кодексах Азербайджана, Белоруссии, Казахстана, Кыргызстана, Узбекистана и Украины. В этих странах оно также может назначаться как основное или дополнительное (в том числе в случаях, когда оно отсутствует в санкции статьи) и является одним из самых мягких видов наказания.

## В праве других стран мира
Уголовное законодательство остальных стран мира, как правило, также предусматривает возможность запрета на осуществление осуждённым служебной или иной деятельности, однако эта мера, как правило рассматривается как часть более общего вида поражения в правах.
В Германии это известно как «запрет на профессию» (нем. Berufsverbot).